# Bhadarsa
Bhadarsa è una suddivisione dell'India, classificata come nagar panchayat, di 11.369 abitanti, situata nel distretto di Faizabad, nello stato federato dell'Uttar Pradesh. In base al numero di abitanti la città rientra nella classe IV (da 10.000 a 19.999 persone).

## Geografia fisica
La città è situata a 26° 39' 37 N e 82° 07' 27 E.

## Società

### Evoluzione demografica
Al censimento del 2001 la popolazione di Bhadarsa assommava a 11.369 persone, delle quali 5.777 maschi e 5.592 femmine. I bambini di età inferiore o uguale ai sei anni assommavano a 2.016, dei quali 1.034 maschi e 982 femmine. Infine, coloro che erano in grado di saper almeno leggere e scrivere erano 6.221, dei quali 3.623 maschi e 2.598 femmine.